# Polyplectron malacense
Lo speroniere di Malacca (Polyplectron malacense (Scopoli, 1786)) è un uccello galliforme della famiglia dei Fasianidi.

## Descrizione

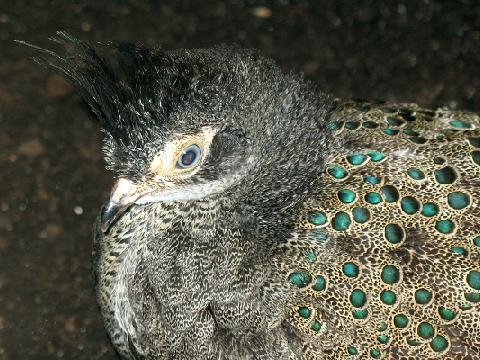
Testa di un maschio adulto.

### Dimensioni
Il maschio misura circa 50-53 cm di lunghezza (di cui 24-25 costituiti dalla sola coda) per 581-680 g di peso; la femmina 40-45 cm (di cui 18-19 di coda) per 455-540 g.

### Aspetto
Il maschio si distingue dalle altre specie di Polyplectron a causa della faccia arancio e della cresta blu-verde più lunga. L'intero piumaggio che contorna gli ocelli sulla mantellina e sulle ali è camoscio chiaro. La coda è costituita in tutto da venti rettrici, ciascuna delle quali marcata da due ocelli blu-verde metallico. Le femmine presentano una cresta meno vistosa di quella dei maschi. I loro ocelli sono di dimensioni più modeste, pur essendo anch'essi contornati di camoscio.

## Biologia
Anche se le femmine sono considerate più mobili rispetto ai maschi, la specie è prevalentemente sedentaria.

### Alimentazione
Le informazioni inerenti alla dieta di questa specie sono scarse e frammentarie, ma è noto che la tecnica abituale con cui va in cerca di cibo consiste nel grattare il suolo con le unghie o con gli speroni. Da ciò si è concluso che probabilmente dissotterri invertebrati e, forse, semi. L'esame delle deiezioni ha rivelato il consumo di chiocciole terrestri e di insetti in differenti stadi di sviluppo (larve, ninfe). La frequenza delle raschiature sul terreno risulta addirittura più elevata dove la quantità di invertebrati è maggiore. Il rendimento sessuale dei due partner è particolarmente influenzato da eventuali deficit delle risorse alimentari.

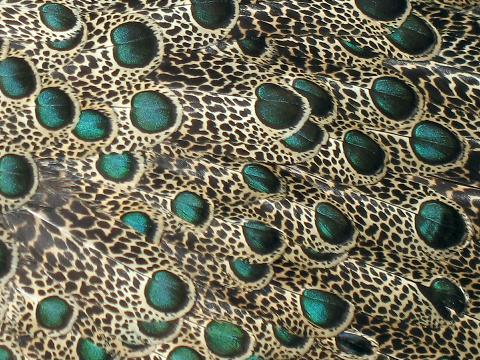
Le piume della mantellina del maschio adulto, con i suoi ocelli e l'aspetto «sale e pepe».

### Riproduzione
La poligamia sembra essere la modalità di riproduzione più probabile o quantomeno più comune. Non ne abbiamo la certezza assoluta, ma l'esistenza di arene nuziali create dal continuo raschiare lo strato superficiale del terreno da parte di più maschi riuniti insieme sembra avvalorare questa ipotesi. I rari resoconti in nostro possesso riguardo alla frequentazione da parte delle femmine di queste arene nuziali tendono a provare che le raschiature del terreno e le continue produzioni vocali del maschio fanno parte del rituale di corteggiamento. Il periodo di interazione tra i due sessi sembra essere generalmente breve e ha luogo quasi sempre su queste arene nuziali o nei loro pressi. Il fatto che ogni tanto alcune coppie si incontrino al di fuori di queste arene nuziali lascia suggerire che vi sia un'altra strategia riproduttiva, durante cui avvengano rapporti un po' più approfonditi tra le coppie. Anche se non è certo che i richiami emessi dai maschi e la riproduzione siano correlati tra loro, si è concluso che ogni anno hanno luogo due periodi di nidificazione, tra marzo ed agosto. Il nido è situato sul terreno in una semplice cavità foderata con foglie o al riparo di un tronco caduto di recente. La covata consiste in un unico uovo. L'incubazione dura apparentemente 22-23 giorni; in ogni caso, non è mai superiore a 25 giorni. In cattività, un giovane maschio comincia ad acquisire il suo piumaggio sei giorni dopo la schiusa e può volare nel giro di 23 giorni.

## Distribuzione ed habitat
La specie è stata definita come propria dei bassopiani, con una distribuzione che non si estende mai al di là degli scoscendimenti di terreno che costituiscono il piede delle pendici dei monti. Si incontra quasi esclusivamente al disotto dei 300 metri (e forse dei 150) in Malaysia, ma la sua presenza è stata talvolta segnalata in zone di basse colline. Lo studio di 37 siti nella penisola malese mostra chiaramente che la distribuzione di questo fagiano è limitata al livello del mare o alle zone in leggera pendenza, e che i siti più scoscesi che tende a frequentare sembrano essere le strette vallate tra le colline piuttosto che le colline stesse. Lo speroniere di Malacca mostra una forte preferenza per le antiche foreste primarie, i boschi secondari su terreno pianeggiante a bassa altitudine e le zone umide, escluse le torbiere; la vicinanza dei fiumi non sembra essere un carattere indispensabile per la sua presenza. All'interno di queste foreste, frequenta gli strati vegetali con presenza di palme o di marantacee a foglie larghe e vigorose. È da notare che il tasso di occupazione è quasi maggiore nelle foreste soggette a sfruttamento da parte dell'uomo che nei boschi esenti da qualsiasi tipo di attività umana.